# 板戸
板戸（いたど）とは建具の一種であり、ガラスや障子がなく、板で作られた戸や扉を指す。一般的には室内に設置されているものをいうが、室外に取り付けられた雨戸でもガラスや障子が付いていないものは同様に板戸と呼ぶことがある。

## 板戸（建具）の歴史

### 飛鳥・奈良時代の建具
日本最古の木造建築である奈良の法隆寺の金堂の中の扉が、現存する最古の扉といえる。しかし、昭和修理の時に火災で初層内部を焼損し、二枚を張り合わせて一枚の扉に復元されている。当初の扉は、高さ3m、幅約1m、厚さ約10cmの、檜の節なしの一枚板であった。金堂よりおくれて奈良時代に建立された、金堂裳階の四面の扉は現存している。こちらもやはり一枚板で、高さ2.7m、幅1m、厚さ約8.5cmの大きさであり、下部に唄ばい金銅の飾り金具を打ち上部に連子窓を設けている。
759年創建の唐招提寺の金堂の扉は、幅の狭い板を五枚縦に並べて、裏桟に釘どめした板桟戸構造になっている。扉の表面に出た釘頭を隠す為に、饅頭型の木製漆塗りの飾りを付け、扉全体の変形を防止するため金銅八双金具（装飾と補強を兼ねた建築金具の一種）を取り付けている。
一方でこの時代の建物は、『正倉院文書』によって知られる藤原豊成の板殿や、法隆寺の東院伝法堂のように、空間を間仕切るものとしては壁と扉しかなく、内部間仕切りのない広間様式の建築構造となっていた。つまり、この時代までは開口部を作る独自の技術がなかったと判断される。伝法堂も板殿もいずれも、建具としては共通して唐様式の扉しかなく、内部空間を仕切る建具がなかったのが、奈良時代の建築の特徴といえる。
奈良時代には、衝立や簾、几帳のような可動式の「障子」が使用されていた。衝立状のものとしては、奈良時代の『法隆寺縁起并資材帖』に、高さ7尺巾3尺5寸で、表が紫綾織り張り、裏面が縹（青色）の裂地張りであったと記録されている。木製の格子を骨組みとして、両面に絹布を張り衝立て状に台脚の上に立てたものである。一般的には軽い杉板を台脚の上に立てた衝立てが、主流であった。

### 平安時代の建具

#### 寝殿造と建具
平安時代の貴族の邸宅の典型は寝殿造である。寝殿造の建物は現存していないが、京都御所の紫宸殿と清涼殿は、平安時代後期の形式を再現している。
平安宮内裏の正殿である紫宸殿は、正面九間の母屋の四方に廂の間を設けた間取りであり、外部との仕切りの建具は四隅と北廂中央に妻戸を開く他、柱間に一枚の大きな蔀戸を設け、昼間は内側に釣り上げて開く。
妻戸とは扉の事で、建物に対して妻のような役割から妻戸という。紫宸殿の妻戸は、二枚の板を接ぎ合せ、裏桟の替わりに上下に端喰みという細長い台形の横板を入れて板を固定したものである。蔀戸は、格子を組み間に板を挟む板戸で、水平に跳ね上げて開く。内部の仕切りとして、母屋と北廂の間の境に「賢聖の障子」を設け、母屋と西廂の間は壁で仕切られている。この障子は、今日の明かり障子ではなく、絹布を貼った可動式の嵌め込み式の板壁で室礼として用いられ、時に応じて設置されるものであった。絹布に賢聖を描いていたので、「賢聖の障子」の名がある。

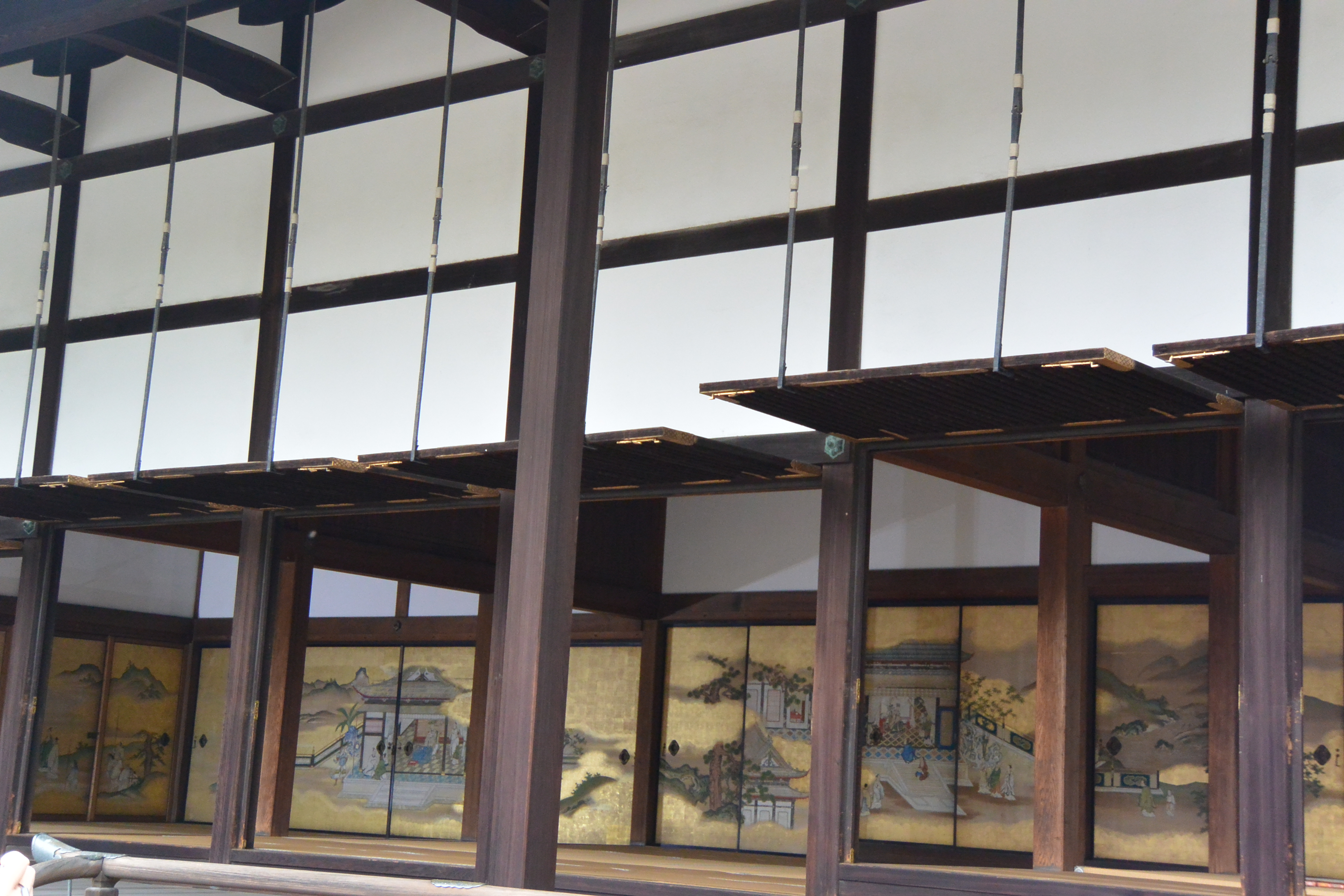
京都御所、御常御殿の蔀戸、開けるときは外側に吊り上げてとめる

そして、中央間と東西第二間の三ヶ所に「障子戸」が設けられていたという。その外はすべて蔀戸で仕切られているが、これ以外に仕切りの無い広間様式である。
清涼殿は天皇の起臥する室だったので、細かく仕切られているが、建具の使用状況は紫宸殿と同じで、側面と塗篭めに妻戸を設け周囲は蔀戸を釣っていた。塗篭めは、周囲を厚く土壁で塗りこめた部屋で、納戸や寝室として使われた。この他、東孫廂（まごひさし）の見通しを遮るために「昆明池の障子」が置かれていた。この障子は、衝立てで、漢の武帝が水軍訓練のため、長安城の西に掘らせた昆明池を描いた衝立てである。さらに、春夏秋冬の儀式を描き上げた年中行事障子（衝立障子）が、殿上の間の戸口の前に置かれていた。
「障子」とは古くは間仕切りの総称であった。「障」とは間をさえぎるの意であり、「子」は小さいものや道具につけられる接尾語である。衝立、屏風、簾、几帳あるいは、室外との仕切の唐戸（扉の一種）、舞良戸（板戸の一種）、蔀戸等の総称であった。

#### 襖障子の誕生
清涼殿には「荒海障子」があった。これは唐風の異形の怪人を描いた墨絵の障子であり、衝立て障子ではなく、引き違いの障子、すなわち襖障子であったと見られている。
『拾遣集』には「寛和二年（986年）清涼殿のみしょうじに網代書けるところ・・・」とあることから、この襖建具は986年以前から存在していた事になる。この頃には、一般の貴族の邸宅にも引き違いの襖障子があった事になり、清涼殿のみしょうじ、すなわち「荒海障子」はこれ以前に存在していたと考えられる。また、『歌仙家集本貫之集』の承平六年（936年）春の歌に「右大臣藤原仲平おやこ同じ所にすみ給ひける、へだての障子」とある。これは間仕切りとしての障子の使用である。嵌め込み式の板戸よりも、引き違いの襖障子の方が自然である。これに従えば、936年以前に、引き違い襖障子が有ったことになる。さらに、『扶桑略記』に仁和四年（888年）宇多天皇勅して、巨勢金岡に弘仁年間（810～823年）以降の詩文にすぐれた儒者の影像を、御所の障子に描かせたとある。
一方、紫宸殿の母屋と北廂の間の境の「賢聖の障子」の成立の確かな資料は、『日本紀略』延長七年（929年）の条に「少内記 小野道風をして紫宸殿障子を賢聖像に改書せしむ。先年道風書く所なり」とあり、この以前から存在していたことになる。書き改めるには少なくとも十年以上の歳月を経て、顔料の劣化や色醒めがあったと考えられるから、延喜年間（901～914年）には作成されていたと推測できる。
「賢聖の障子」は、嵌め込み式の板壁に絹布を張ったものである。東西各四間の柱間ごとにそれぞれ四人ずつ合計三十二人の賢聖の像を描いたものであった。そして、中央間と東西第二間の三ヶ所に「障子戸」が設けられていたという。この「障子戸」が開閉式の障子の最初とみられているが、一説によると扉形式で、引き違い戸ではなかったともいう。しかしながら、室礼としての「賢聖の障子」は、取り外される事が前提の嵌め込み式である事を考えると、出入口として設けた「障子戸」が、固定式の扉であっては都合が悪い。
『江家次第』によると、「北御障子（賢聖の障子）は、近頃の慣行では、公事の日を除いて取り外している」とある。可動式の（取り外し可能な）板壁の建具技術は、湿度の高い日本の風土から必然的に生み出された工夫であり、唐様式にはない建具技術であった。
敷居と鴨居にそれぞれ一本の樋（溝）を設け、鴨居の溝を敷居の溝よりも深く彫る事によって建具を落とし込み、必要に応じて取り外すことができるように工夫された。技術的には、固定式の壁や扉様式建築に比較し、革新的なものであった。
更に樋を二本彫り引き違いにする事は、技術論的には類似技術であり、革新的技術の応用に過ぎないと考えられる。このように技術論的に考察すれば、「賢聖の障子」と同時に立てた「障子戸」が引き違いの襖障子であったと考えられる。
『日本紀略』延長七年（929年）の条の、「紫宸殿障子を賢聖像に改書せしむ。」の記述から、「賢聖の障子」と同時に立てた「障子戸」すなわち襖建具の誕生の年代は、延喜年間（901～914年）であると推測される。
大広間形式の寝殿造の内部空間を間仕切る建具の発明は、マルチパーパスの大きな内部空間から、特定の機能目的を備えた少空間への分離独立へ展開していく大きな契機であり、寝殿造りの住宅の公と私の明確な分離に基づく、住まい方の変化をもたらした重大な建築様式の革新であった。

#### 物語の出できはじめと建具
900年頃より以前の成立とされている歴史的に最初の物語文学である『竹取物語』には、「うちうちのしつらいにはいうべくもあらぬ綾織物に絵をかきて間まいに張りたり」とある。「しつらい（室礼、舗設）」とは、元来晴れの儀式や請客饗宴の日に、寝殿の母屋や廂（ひさし）に調度を整え、飾りつける事をいう。当初は天皇の御座所を指したが、やがて寝殿造りの貴族の邸宅にも室礼が設けられるようになった。『竹取物語』の描写によれば、「綾織物に絵をかきて間毎に張りたり」とある。「間毎」、つまり部屋ごとにとなると、間仕切りの障子と考えられ、母屋と廂の柱間の板壁だけとは考えにくい。

#### 遣戸、舞良戸
『源氏物語』には「遣戸」という表現が登場し、『源氏物語絵巻』には、その「遣戸」が描かれている。これは敷居と鴨居の間に建てられた、引き違いの舞良戸である。遣戸という言葉は、それ自体が引戸の意味であるが、襖障子や明かり障子を意味する事はなく、引き違いの舞良戸を意味していたようである。「遣戸」「舞良戸」は、周囲の框に入子板を張り、舞良子（桟）を取り付けた板戸である。妻戸を軽量化した発展的形態と考えられる。軽量化された舞良戸は便利な建具として、さまざまな意匠が工夫され、開き戸や引き違い戸として多用されていった。舞良子（桟）は、片面又は両面に、横桟または縦桟として、等間隔や吹き寄せなど、さまざまな意匠を工夫して取り付けられた。
敷居と鴨居を設けて樋を彫った、可動式の板壁の発明が契機となり、建具技術の革新と応用発展が一気に開花し、引き違い戸の襖障子や遣戸を工夫発明していった。
ふすま障子の当初の形態は、板戸に絹布を張り唐絵や大和絵を描いたものであったと考えられるが、建具の軽量化という技術課題のなかで、框に組子を設け両面に綾絹を張り、軽量化と室礼としての装飾の目的を達する襖建具が誕生したと考えられる。一方遣戸は、外回りの隔て建具として使用され、妻戸を軽量化した発展的形態と考えられるが、開閉自在の遣戸の誕生は、湿度の高い日本の風土にとって不向きな塗り込めの土壁に代わる革新的建具であった。

#### 明かり障子の誕生
「格子」は古文書では、「隔子」と書かれている事が多く、元慶七年（884年）河内国観心寺縁起資財帳によると、如法堂の正面に「隔子戸」四具が建てられていたと記録されている。
戸とあるから、蔀ではなく大陸様式の開き戸であったと考えられる。寺院建築の正面には扉形式の格子戸が多用されるようになり、さらに『多武峰略記』によると、天禄三年に建立された双堂形式の講堂の内陣の正面に格子戸五間を建て込み、内陣と外陣の間仕切りに格子戸三具を建て込んでいた。
平安時代後期になると、引き違いの格子戸が広く使用されるようになった。『源氏物語絵巻』『年中行事絵巻』などには、黒漆塗りの格子戸を引き違いに使ったり、嵌め込み式に建て込んだ間仕切りの様子が描かれている。天喜元年（1053年）藤原頼通が建立した、平等院鳳凰堂は四周の開口部には扉を設けているが、その内側に格子遣戸もあわせ用いている。このような格子遣戸の用い方は、隔ての機能を果たしながら、採光や通風を得る事ができる。機能としては、明かり障子の前身ともいうべきものである。
明かり障子の誕生は平安時代末期のころである。
平清盛の六波羅泉殿は復元図によると、従来の寝殿造とはかなり異なり、間仕切りを多用した機能的合理的工夫がみられる。その中でも、明かり障子の使用は画期的な創意工夫であった。室外との隔ては、従来壁面を除き蔀戸や舞良戸が主体であり、開放すると雨風を防ぐ事ができず、誠に不便な建具であった。採光と隔ての機能を果たすため、簾や格子などが使用されていたが、冬期は誠に凌ぎにくいことであった。
室内では、屏風をめぐらし、几帳で囲み火鉢を抱え込んだと思われる。隔てと採光の機能を充分に果たし、しかも寒風を防ぐ新しい建具として、明障子が誕生した。しかし、明かり障子のみでは風雨には耐えられないため、舞良戸、蔀、格子などと併せて用いられた。六波羅泉殿の寝殿北廂には、外回りに明かり障子が三間にわたって使用されていた。
『山槐記』には、この寝殿や広廂に「明障子を撤去する」や「明障子を立つ」などの記述もある。平清盛が願文を添えて長寛二年（1164年）厳島神社に奉納した『平家納経』図録には、僧侶の庵室に明かり障子が描がれている。
この時代の明かり障子の構造は、四周に框を組み、太い竪桟二本に横桟を四本わたし、片面に絹または薄紙を貼ったものであったという。
寝殿造の室礼を記した古文書の中に、「柱をたてまわして鴨居を置きてのち、塗子の明障子を間ごとに覆う」とある。『春日権現験絵日記』にも、黒塗りの明かり障子が描かれている。また、襖障子と同じように、引手に総が付けられている。明かり障子の歴史的発展の過程で、漆の塗子の縁が寝殿造りに使用され、襖障子と同様な室礼としての位置付けがあった事は、興味深いことである。
框に細い組子骨を用いる現在のような明かり障子は、鎌倉時代の絵巻物に多く登場するようになるが、多少の時間と技術改良を必要とした。明かり障子は壊れやすく、現存するものは極めて少ない。南北朝期康歴二年（1380年）の東寺西院大師堂の再建当時のものとされている明かり障子が、最古の明かり障子と言われている。上下の框と桟も同じような幅でできており、縦桟と横桟を交互に編み付ける地獄組子となっており、また桟の見付けと見込みもほぼ同じ寸法でできている。
なお一本の溝に二枚の明障子を引き違いにするという、子持ち障子というものもある。元興寺の鎌倉時代の禅室の明障子が、一本の溝に二枚の明障子を引き違いにしている。一本の溝に二本の障子を入れても、そのままではどうにもならない。そこで召合わせの縦框はそのままにして柱側の縦框をほぼ溝幅に合わせて作ってある。こうすると明かり障子は外れることなく、引き違うことができる。子持ち障子は、禅宗方丈建築の最古の遺構である、東福寺竜吟庵方丈にも使われている。ここでは、一本の溝に四本の明障子が立てられている。中央の二枚が上記の方法で引き分けられ、外の二枚は幅が狭く、開閉のできない嵌め殺しとなっている。禅宗様の建築では、随所に意匠の工夫や技工の斬新さが見いだされる。

### 鎌倉・室町時代の建具

#### 桟唐戸の伝来
鎌倉時代に入ると、遣唐使を廃止して以来途絶えていた大陸との交流が開始され、宋との交易が盛んとなった。また、宋は強大となっていく蒙古の圧迫を受け続け、僧侶の政治亡命が相次ぎ、渡来人が増加していった。平家によって焼かれた東大寺の再建は、僧重源がもたらした大陸の様式・技術を導入して建築された。仏教建築では、この様式を大仏様といい、のちの禅宗と共に伝わった、新しい仏教建築様式を禅宗様という。
この大陸様式の寺院建築に、新しい建具技術としての桟唐戸が用いられた。桟唐戸とは、四周の框と縦横の数本の桟を組み、桟と框の間に入子板を嵌め込んだ扉である。従来の板桟戸は分厚い板を数枚並べて框の枠を付け、裏桟に釘止めしたものであった。和様の板桟戸に比較して、格段に軽量化が進んだ技術革新であった。この技術革新は、一般住宅には杉障子として応用されている。
重源の大仏様の東大寺開山堂の桟唐戸は、横桟を二本吹き寄せにして、中央に縦桟を配し、桟は山形に鎬をとっている。禅宗様の桟唐戸は、上部に細い組子の欄間や花狭間を入れ、桟に唐戸面をとるなど、優美な細工を施しているのが特徴である。のちの禅宗様の建築様式は、独特のアーチ形をした曲線を意匠した花灯窓が工夫されている。禅宗建築として代表的な鎌倉の円覚寺舎利殿では、中央は一般的な桟唐戸であるが、両脇の扉が花灯窓を大きく意匠した構えで、内側に桟唐戸を立て込んでいる。正福寺地蔵堂も同様な意匠を採用している。
大陸伝来の唐戸は、奈良法隆寺の一枚板の重厚長大な扉から、鎌倉時代の桟唐戸に至って、建具の軽量化という技術的完成をみるに至った。この時代以降、和様の寺院建築にも採用されはじめ、さまざまな建築の扉の意匠に大きな影響を与えた。

#### 杉障子の誕生
明かり障子は採光の必要から考案された建具であり、採光の為に建物の外回りに使用する。しかし、風雨に曝されると薄紙は破れてしまう。実際の使用状況を絵巻物で見ると、半蔀を釣って内側に明かり障子をたてている。つまり、下半分の蔀は建て込んだままである。こうした実際の使用状況から、明かり障子の雨があたりやすい下半分に板を張った、腰高障子が考案されるには必然の状況であった。腰高はおよそ80cmで、半蔀の下半分と同じ腰高であったのも必然であった。南北朝時代の観応二年（1351年）に描がれた真宗本願寺覚如の伝記絵『慕帰絵詞』に僧侶の住房に、下半分を舞良戸仕立てにした、腰高障子が二枚引き違いに建てられているのが描かれている。
藤原定家の日記『明月記』嘉禄三年（1227年）の条に、杉板障子に画を描き終わったので立てたとあり、寛喜二年（1230年）の条には、妻戸西は略儀によって壁を塗らず代わりに杉遣戸を立てるつもりである、とある。
この障子戸は、黒塗りの框に杉の一枚板を嵌め込だ板戸で、杉障子、杉遣戸、杉板障子、杉戸などと呼ばれていた。杉障子には絵を描き、壁の代用にも用いていたことは、室礼としての襖障子の延長とも考えられるが、主に縁側と部屋との仕切りや縁上の仕切りに使用され、また出窓形式の書院の窓にも使用されていた。
杉障子に描かれる絵は、襖障子と同様に時に唐絵が描かれることもあったが、多くは大和絵の花鳥風月や跳ね馬であった。『法然上人絵伝』の杉障子に画中画として描かれている絵は、芦雁や松、竹、梅等が主である。
杉障子の現存する最古のものは、兵庫県の鶴林寺本堂創建当時のもので、室町時代初期の応永四年（1397年）頃のものである。

#### 書院造と建具
書院造には舞良戸・明障子・襖が用いられる。建具については腰高明障子や舞良戸そして襖障子などが多く使用されている。足利義政の東山殿会所を復元した平面図によると、建具は全て引き違いとなっており、内部仕切は全て襖障子、外部南面と西面が腰高明障子であった。
近世初期の書院造の遺構である、園城寺勧学院客殿（慶長五年、1600年）や、光浄院客殿（慶長六年）では、舞良戸の内側には明障子を立て込んでおり、妻戸や蔀戸の内側にも明障子が用いられた。簡素な造りでは、舞良戸と明障子の代わりに、腰高障子で間に合わせることが多かった。
書院造の特徴は、寝殿造と比較すると、マルチパーパスの大広間様式から、内部を大小いくつもの室に仕切り、用途に合わせた機能的な構成となった。間仕切りの必要から、柱は丸柱から角柱になり、これまで母屋（身屋：もや）と廂の柱間寸法に大小の別があったが、畳の普及に伴い次第に柱間一間は六・五尺に、応仁の乱以降建物全体を通じて統一されていった。
この時代には一間四方（二畳）を一間といい、六間といえば畳十二畳の部屋を意味した。主室（座敷）の構成は、正面に床と違棚を設け、縁側寄りに付書院または平書院を設け、反対側に帳台構を造った。建具はほとんど引き違いで、室内の間仕切りは、襖障子が使用され、縁側回りは三本溝の敷居にして、舞良戸の内側に明障子か腰高障子を一枚入れた。

### 近世の建具
近世は木割術の発達普及した時代であった。木割では、柱間を基準にほとんどすべての建築各部材の寸法がその整数比率で定められている。材木や畳、建具の規格化が促進され、大工は、木割を頭に入れておけば、簡単な間取り図さえあれば、設計図面などなしで建物を建てることができた。

#### 数寄屋造
茶の湯の流行の影響から、面皮柱（丸太の四面を垂直に切り落とし、四隅に丸い部分を残した柱）を使用し、室内も軽妙な意匠を凝らした。付書院の花頭窓とその上の障子の構成や欄間の釘隠しの意匠そして、襖障子には木版でシンプルな小紋文様をすり込んだ唐紙を使用するなど、さまざまなしゃれた意匠を工夫した数寄屋造りが登場した。

#### 茶室
茶は室町時代に入ると足利将軍に愛用された事もあって武家社会や公家社会に急速に流行していった。茶道の始祖といわれる村田珠光によって四畳半座敷の茶の湯が広められた。
『南坊録』には更に「紹鴎になりて、四畳半座敷ところどころ改め、張り付けを土壁にし、木格子を竹格子にし、障子の腰板をのけ、床の塗りふちをうすぬり、または白木にし、之を草の座敷と申されしなり」とある。堺の茶人武野紹鴎によって、数寄屋風茶室が工夫されていった。「張り付けを土壁に」とあるのは、鳥の子紙を張ったはめ込み式の張り付け壁の事で、副障子ともいい、書院造りの座敷の壁面として使用された。茶室の壁を土壁とし、土壁の下地である竹小舞（こまい）を見せた窓を開け、窓に竹の格子を付けるなど、草庵の風情を意匠に取り入れた。草庵茶室は千利休によって確立されていく。
千利休の手になると伝えられる茶室で実在するのは、京の南にある下山崎の妙喜庵にある待庵である。天正10年（1582年）明智光秀と戦った羽柴秀吉が利休に造らせたものと伝えられている。ここに使われる障子の骨は、竹を用い床の框には三つの節が見え、床柱は北山丸太である。壁には、大きさや位置が異なる、明かり取りの障子が設けられている。襖障子は太鞁張（たいこ）張りにした雲母（きら）の一色刷りの唐紙である。

#### 武家屋敷
武家屋敷の玄関は、門から石畳で玄関の式台につらなっている。玄関正面には舞良戸が嵌められていたが、武家屋敷の場合は必ずその横桟の横舞良子の幅を三センチ以上の太いものを、七本から九本くらいの粗さにして、重厚で厳格な表現をしている。元来、舞良戸は舞良子の多いもの程高級とし、時には三十五本も入れたものがある。武家屋敷では、武威を示すため武骨なまでに太い舞良子を粗く配した。玄関内部の正面は、大きな屋敷では槍床が設けられたが、普通は全部を壁面とした。正面を壁で塞いだのは、屋内を見透かせず防御の意味をもっていた。